# Степула Руслан Іванович
Русла́н Іва́нович Степу́ла (14 квітня 1983, с. Костільники — 5 вересня 2014, с. Цвітні Піски) — український військовик, боєць 80-ї окремої аеромобільної бригади МО України.

## Життєпис
Руслан Іванович Степула народився 14 квітня 1983 року в селі Костільниках Бучацького району Тернопільської області, нині Україна. 1998 року закінчив костільницьку ЗОШ; вступив до технічного коледжу ТДТУ ім. І. Пулюя, але через важку хворобу мусив залишити навчання. У 2000 році закінчив Золотопотіцьку ЗОШ. Протягом 2001—2003 років служив в армії — Окремий президентський полк.
У мирний час працював за кордоном на заробітках. Мав сім'ю, його донька восени 2014 року пішла в перший клас.
Мобілізований до війська як доброволець, 1 серпня 2014 скерований у львівську десантну бригаду. Воював на сході України — брав участь у визволенні від терористів Луганщини.
Загинув 5 вересня 2014 в бою з диверсійною групою терористів, коли разом із побратимами біля села Цвітні Піски (97 українських вояків на 6 БТРах й 2 танках, 1 БТР підірвали — не заводився) забезпечував відхід українських військ у Слов'яносербському районі трасою Н21. Під час бою з російським диверсійним підрозділом українські вояки зайняли кругову оборону між селами Цвітні Піски й Стукалова Балка, відбиваючи натиск терористів чисельністю 240—260 осіб. По тому — засаду в русі на техніці. Після прибуття підрозділу під населений пункт Щастя констатовано відсутність БТР-80 № 129, поранення зазнали 9 бійців.
У бою, крім Руслана Степули, загинули прапорщик Анатолій Гаврилюк, сержант Іван Лемещук, молодші сержанти Віктор Бражнюк, Степан Бродяк та Іван Сова. Вважалися зниклими безвісти: старший лейтенант Пилипчук Юрій Юрійович, лейтенант Ігор Петрівський, сержант Олексій Ващук, молодші сержанти Віктор Бражнюк, Гураль Олег Володимирович, старший солдат Володимир Соломчук, солдати Сергій Боднар, Ватаманюк Сергій Миколайович, Іван Воробель, Корнач Сергій Сергійович, Підгайний Микола Йосипович, Роман Симпович, Слободян Едуард Геннадійович, Турчин Михайло Степанович, Микола Федус. Вважаються полоненими капітан Кондрацький Віталій Володимирович, солдати Гринюк Микола Володимирович, Клим'юк Олександр Юрійович.
На час прощання з покійним у Бучацькому районі оголошено траур. Похований 11 вересня в Костільниках.
Без Руслана лишились батьки Іван Михайлович та Надія Яківна і молодший брат Богдан, дружина Ольга й донька Дарина. 1 вересня 2014 року донька пішла без батька в перший клас.

## Відзнаки і вшанування
- За особисту мужність і героїзм, виявлені у захисті державного суверенітету та територіальної цілісності України, посмертно нагороджений орденом «За мужність» ІІІ ступеня[2].
- почесний громадянин Тернопільської области (2025, посмертно)[3].
- Його портрет розміщений на меморіалі «Стіна пам'яті полеглих за Україну» у Києві: секція 4, ряд 2, місце 14
- Вшановується в меморіальному комплексі «Зала пам'яті», в щоденному ранковому церемоніалі 5 вересня[4]